# Pseudips
Pseudips är ett släkte av skalbaggar. Pseudips ingår i familjen vivlar.
Kladogram enligt Catalogue of Life:
| Pseudips | \| \| Pseudips concinnus \| \| \| \| \| \| Pseudips mexicanus \| \| \| \| \| \| Pseudips orientalis \| \| \| \| |
|          | \| \| Pseudips concinnus \| \| \| \| \| \| Pseudips mexicanus \| \| \| \| \| \| Pseudips orientalis \| \| \| \| |
|          | Pseudips concinnus                                                                                              |
|          | |
|          | Pseudips mexicanus                                                                                              |
|          | |
|          | Pseudips orientalis                                                                                             |
|          | |